# Brion, Indre
Brion är en kommun i departementet Indre i regionen Centre-Val de Loire i de centrala delarna av Frankrike. Kommunen ligger i kantonen Levroux som tillhör arrondissementet Châteauroux. År 2022 hade Brion 595 invånare.

## Befolkningsutveckling
Antalet invånare i kommunen Brion
Referens:INSEE